# Bartolomeo Lorenzi
Bartolomeo Lorenzi (Mazzurega, 4 giugno 1732 – Mazzurega, 13 febbraio 1822) è stato un abate e poeta italiano.

## Vita

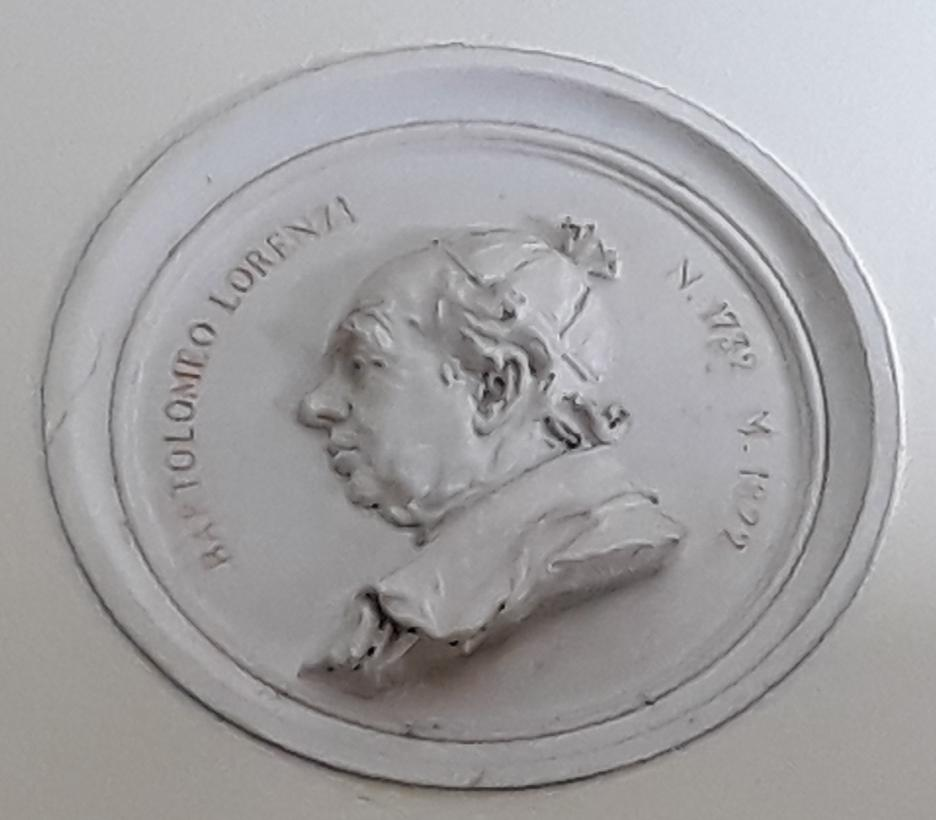
Raffigurazione di Bartolomeo Lorenzi presso la Protomoteca della Biblioteca civica di Verona

Seguì gli studi di retorica e teologia presso il seminario di Verona dove, dopo essere stato ordinato sacerdote, rimase come insegnante fino al 1776. Nel frattempo guadagna molta fama come poeta improvvisatore. Nel 1778 dedica il suo capolavoro "Della coltivazione de' monti" all'arciduca Ferdinando d'Austria.
In seguito alla caduta della Repubblica di Venezia, avvenuta nel 1797, si ritira a vita privata a Mazzurega, dove viene raggiunto da numerosi letterati e poeti che ne apprezzano la saggezza e la brillante conversazione.

## Della coltivazione de' monti
"Della coltivazione de' monti" è sicuramente il suo lavoro più importante. Esso è in forma di poema composto in rima ottava e diviso in quattro canti (uno per ogni stagione). In questa poesia, Lorenzi, canta in proposito delle operazioni relative ad una corretta agricoltura di collina.